# Tým sjednoceného Německa na Letních olympijských hrách 1956
Německo na Letních olympijských hrách v roce 1956 v australském Melbourne reprezentovala výprava 158 sportovců (134 mužů a 24 žen) v 15 sportech.

## Medailisté
| Medaile | Jméno | Sport                | Soutěž                              |
| ------- | --- | -------------------- | ----------------------------------- |
| Zlato   | Wolfgang Behrendt | Box                  | Muži váha bantamová do 54 kg        |
| Zlato   | Michael Scheuer Meinrad Miltenberger | Kanoistika           | Muži K2 1 000 m                     |
| Zlato   | Hans Günter Winkler | Jezdectví            | Parkurové skákání - jednotlivci     |
| Zlato   | Hans Günter Winkler Fritz Thiedemann Alfons Lütke-Westhues | Jezdectví            | Parkurové skákání - družstvo        |
| Zlato   | Helmut Bantz | Sportovní gymnastika | Muži přeskok                        |
| Zlato   | Ursula Happe | Plavání              | Ženy 200 m prsa                     |
| Stříbro | Karl-Friedrich Haas | Atletika             | Muži běh na 400 m                   |
| Stříbro | Klaus Richtzenhain | Atletika             | Muži běh na 1 500 m                 |
| Stříbro | Christa Stubnicková | Atletika             | Ženy běh na 100 m                   |
| Stříbro | Christa Stubnicková | Atletika             | Ženy běh na 200 m                   |
| Stříbro | Gisela Birkemeyerová | Atletika             | Ženy 80 m překážek                  |
| Stříbro | Harry Kurschat | Box                  | Muži lehká váha do 60 kg            |
| Stříbro | Fritz Briel Theo Kleine | Kanoistika           | Muži K2 10 000 m                    |
| Stříbro | Therese Zenzová | Kanoistika           | Ženy K1 500 m                       |
| Stříbro | August Lütke-Westhues | Jezdectví            | Jezdecká všestrannost - jednotlivci |
| Stříbro | August Lütke-Westhues Otto Rothe Klaus Wagner | Jezdectví            | Jezdecká všestrannost - družstvo    |
| Stříbro | Liselott Linsenhoffová Anneliese Küppers Hannelore Weygand | Jezdectví            | Drezura - družstvo                  |
| Stříbro | Karl-Heinrich von Groddeck Horst Arndt Rainer Borkowsky | Veslování            | Muži dvojka s kormidelníkem         |
| Stříbro | Wilfried Dietrich | Zápas                | muži, řecko-římský nad 97 kg        |
| Bronz   | Heinz Fütterer Leonhard Pohl Lothar Knörzer Manfred Germar | Atletika             | Muži štafeta 4 × 100 m              |
| Bronz   | Marianne Wernerová | Atletika             | Ženy vrh koulí                      |
| Bronz   | Michael Scheuer | Kanoistika           | Muži K1 10 000 m                    |
| Bronz   | Reinhold Pommer Horst Tüller Gustav-Adolf Schur | Cyklistika           | Družstvo mužů - hromadný start      |
| Bronz   | Liselott Linsenhoffová | Jezdectví            | Drezura - jednotlivci               |
| Bronz   | Günther Brennecke Hugo Budinger Werner Delmes Hugo Dollheiser Eberhard Ferstl Alfred Lücker Helmut Nonn Wolfgang Nonn Heinz Radzikowski Werner Rosenbaum Günther Ullerich | Pozemní hokej        | Turnaj mužů                         |
| Bronz   | Eva-Maria Elsen | Plavání              | Ženy 200 m prsa                     |